# Zane Holtz
Zane-Ray Brodie Holtz (Vancouver, 18 gennaio 1987) è un modello e attore canadese, conosciuto principalmente per aver interpretato il ruolo di Austin Tucker nella serie televisiva Make It or Break It.

## Biografia
Holtz inizia a fare il modello all'età di 5 anni e gira uno dei suoi primi spot pubblicitari a 10 anni.
Nel 1999 si trasferisce in California con la madre e i tre fratelli più piccoli: Beau, Harrison e Mackenzie.
Frequenta il Lee Strasberg Theatre and Film Institute di Los Angeles.
Ha una figlia, London-Yves Pagnini, nata il 14 settembre 2007.

### Carriera
Nel 2003 Holtz appare nel film Holes - Buchi nel deserto, affiancato da Shia LaBeouf. Nel 2010 interpreta il ruolo di Alex nel film/parodia Mordimi. Nel 2012 recita nel film Noi siamo infinito, a fianco di Logan Lerman, Emma Watson, Nina Dobrev e Kate Walsh nel ruolo di Chris, il fratello del protagonista. Il film gli vale un SDFCS Award for Best Ensemble Performance, premio diviso da tutto il cast. Per lui sono previste altre due pellicole quali Another Stateside, dove interpreterà il ruolo di Luke Stephens, e The Curse of Downer's Grove. Nel corso degli anni ha fatto diverse apparizioni in serie televisive come CSI - Scena del crimine, CSI: Miami, Giudice Amy, Crash, NCIS - Unità anticrimine fino al ruolo che lo ha portato al successo, quello di Austin Tucker in Make It or Break It - Giovani campionesse.
Dal 2014 Holtz interpreta Richard Gecko nella serie televisiva Dal tramonto all'alba - La serie, diretta da Robert Rodriguez.
Nel 2019 entra a far parte del cast della serie Katy Keene, spin-off della serie di The CW Riverdale.

## Filmografia

### Cinema
- Holes - Buchi nel deserto (Holes), regia di Andrew Davis (2003)
- Mordimi (Vampires Suck), regia di Jason Friedberg e Aaron Seltzer (2010)
- Noi siamo infinito (The Perks of Being a Wallflower), regia di Stephen Chbosky (2012)
- Grace Unplugged, regia di Brad J. Silverman (2013)
- Hunter Killer - Caccia negli abissi (Hunter Killer), regia di Donovan Marsh (2018)

### Televisione
- CSI - Scena del crimine (CSI: Crime Scene Investigation) – serie TV, episodio 2x03 (2001)
- Giudice Amy (Judging Amy) – serie TV, episodio 4x03 (2002)
- Crash – serie TV, episodio 2x06 (2009)
- Cold Case - Delitti irrisolti (Cold Case) – serie TV, episodio 7x05 (2009)
- CSI: Miami – serie TV, episodio 9x02 (2010)
- Make It or Break It - Giovani campionesse (Make It or Break It) – serie TV, 18 episodi (2010-2012)
- Workaholics – serie TV, episodio 3x10 (2012)
- Sesso, bugie e selfie (Jodi Arias: Dirty Little Secret), regia di Jace Alexander – film TV (2013)
- Dal tramonto all'alba - La serie (From Dusk till Dawn: The Series ) – serie TV (2014-2016)
- La ragazza nella scatola, regia di Stephen Kemp – film TV (2016)
- Una proposta seducente (Tempting Fate), regia di Manu Boyer e Kim Raver – film TV (2019)
- Katy Keene – serie TV, 13 episodi (2019)
- Riverdale – serie TV, episodio 5x01 (2020)
- NCIS - Unità anticrimine (NCIS) – serie TV, 4 episodi (2013-2023)

## Doppiatori italiani
Nelle versioni in italiano delle opere in cui ha recitato, Zane Holtz è stato doppiato da:
- Emanuele Ruzza in Hunter Killer – Caccia negli abissi, Katy Keene, Riverdale
- Fabrizio De Flaviis in Cold Case - Delitti irrisolti
- David Chevalier in Make It or Break It - Giovani campionesse
- Alessandro Rigotti in CSI: Miami
- Massimiliano Alto in Noi siamo infinito
- Daniele Raffaeli in NCIS - Unità anticrimine (ep. 10x15)
- Francesco Pezzulli in NCIS - Unità anticrimine (ep. 18x11, 19x12, 20x12)
- Alessandro Campaiola in All Rise
- Gianluca Crisafi in Una proposta seducente